# Тревор Едвардс
Тревор Едвардс (англ. Trevor Edwards, 24 січня 1937, Ронта — 30 травня 2024, Квінсленд) — валлійський футболіст, що грав на позиції захисника.
Виступав, зокрема, за клуб «Кардіфф Сіті», з яким став володарем Кубка Уельсу, а також національну збірну Уельсу, у складі якої брав участь у чемпіонаті світу 1958 року у Швеції.

## Клубна кар'єра
У дорослому футболі дебютував 1956 року виступами за команду клубу «Чарльтон Атлетик», в якій провів чотири сезони, взявши участь у 64 матчах чемпіонату. 
Своєю грою за цю команду привернув увагу представників тренерського штабу клубу «Кардіфф Сіті», до складу якого приєднався 1960 року. Відіграв за валійську команду наступні чотири сезони своєї ігрової кар'єри.
1964 року перебрався до Австралії, де того ж року продовжив футбольні виступи у складі «Сідней Гакоах». Після п'яти сезонів, проведених у цій команді, на сезон приєднувався до «Меліта Іглз».
Завершив професійну ігрову кар'єру в іншому австралійському клубі, «Марконі Сталліонс», за команду якого виступав протягом 1970—1972 років.

## Виступи за збірну
1958 року дебютував в офіційних матчах у складі національної збірної Уельсу. Протягом того року провів у формі головної команди країни 2 матчі, а також був включений до заявки валлійців на тогорічний чемпіонат світу у Швеції.

## Титули і досягнення
- Володар Кубка Уельсу (1):

«Кардіфф Сіті»: 1963/64

## Смерть
Помер 30 травня 2024 року в Квінсленді у віці 87 років.